# Région de l'Araucanie
« Araucanie » redirige ici. Pour les autres significations, voir Araucanie (homonymie).
La région de l'Araucanie au Chili est une région du pays. L'Araucanie est entourée au nord par la région du Biobío, à l'est par l'Argentine et au sud par la région des Fleuves.
Sa capitale régionale, Temuco, est située à 670 km de Santiago et comptait 245 347 habitants en 2002. Son nom en mapudungun (langue du peuple Mapuche) veut dire eau de Temu, le Temu étant un arbuste odoriférant à fruits comestibles.

## Histoire
Cette région était à l'époque coloniale, la frontière entre l'empire espagnol "territoire conquis" et le wallmapu "territoire mapuche". Les Mapuches "Araucans" combattirent les Espagnols, puis le gouvernement chilien jusqu'à la fin du XIXe siècle.
Le fleuve Bio-Bio marque la limite naturelle entre le Chili central et le Chili méridional et marque aussi  la frontière nord de l'Araucanie. Jamais les Incas ne s'aventurèrent au delà du Bio-Bio car leur science militaire et leurs armes ne pouvaient rien contre un peuple insaisissable, volontiers anthropophage, dissimulé dans l'épaisseur des forêts : les Araucans.
Tant que les conquistadors étaient restés très en deçà de leurs frontières les Araucans n'avaient pas bougé, ce qui se passait au nord ne les intéressant pas. Diego de Almagro, compagnon de François Pizarre, fut le premier Espagnol à leur livrer bataille mais ils contre-attaquèrent avec une telle vigueur qu'Almagro et les siens durent se replier et revenir à Cuzco les mains vides.
Instruit par la malheureuse expérience d'Almagro, Pedro de Valdivia partit  à son tour à la conquête de l'Araucanie en étendant sa pénétration à toutes les provinces méridionales dont la soumission finit par lui sembler être acquise. Il pense contrôler le pays en établissant trois fortins aux environs de Concepcion distants les uns des autres d'une trentaine de kilomètres et pourvus chacun d'une garnison solidement armée. Alors qu'il s'imagine être près du but, les Araucans dont la résistance s'était organisée dans le plus grand secret réagissent  vaillamment en attaquant en masse le fort de Tucapel en 1553. Pas un seul Espagnol ne sortira vivant de la mêlée tandis que Pedro de Valdivia capturé puis dépecé vivant servira de pâture à ses bourreaux.
Après un temps d’arrêt les hostilités reprennent, les Araucans, n’ayant plus qu'à franchir le Bio-Bio pour se trouver dans les faubourgs de Santiago, se heurtent à Francisco de Villagra qui a succédé à Pedro de Valdivia.
Le vice-roi du Pérou, Andres Hurtado de Mendoza, décide d'en finir avec la résistance araucane et charge son fils Garcia Hurtado de Mendoza de se rendre sur place afin de prendre en main la situation. Le fleuve frontière reste l'enjeu de la bataille, sa possession décidant du sort de la conquête. Garcia décide alors d'entreprendre une action d'envergure par voie maritime afin de prendre les Araucans à revers. La flotte qui a échappé par miracle à un naufrage ancre finalement à Talcahuano où les Espagnols sont pris à partie. Mais cette fois, ils sont en force et puissamment armés ce qui leur permet de franchir le Bio-Bio. Finalement, les Araucans abandonnent la lutte et font retraite vers le sud. À l'endroit où il a remporté sa dernière victoire García Hurtado de Mendoza pose les fondations d'une ville : Canete. Celle-ci sera une place forte commandée par Alonso de Reinoso qui instaurera dans les alentours un régime de terreur. Pris dans une embuscade et fait prisonnier, le chef suprême des Araucans, Caupolican, sera finalement empalé sur un pieu aiguisé sur la grande place de Canete.
Sans fléchir un instant, les Araucans poursuivent la lutte armée  au fil des années, une chaîne de héros assurant la constante relève de l’héroïsme. Ils la poursuivent même jusqu'en 1850 date à laquelle il est alors seulement possible de parler d'une sorte d'assimilation qui ne sera jamais de la soumission .

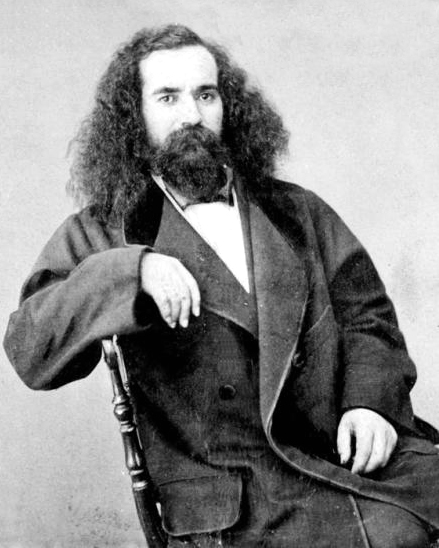
Antoine de Tounens (1825-1878), roi d'Araucanie et de Patagonie sous le nom d'Orélie-Antoine Ier de 1860 à 1862.

En 1860, Antoine de Tounens (1825-1878), un avoué français originaire du Périgord, débarque en Araucanie avec le projet de créer un royaume. Promettant des armes aux  Mapuches et profitant d'une légende d'un sauveur blanc qui les mènera à la victoire, il gagne à ses projets l'enthousiasme de quelques lonco Mapuches qui voient en lui le sauveur qui les libérera des autorités chiliennes, et l'élisent toqui (chef de guerre) suprême des Mapuches,,,,. Antoine de Tounens s'autoproclame,,,,, ou se fait proclamer, roi et par deux ordonnances du 17 novembre 1860 et du 20 novembre 1860 fonde le Royaume d'Araucanie et de Patagonie.
Antoine de Tounens écrit dans ses mémoires : « Je conçus le projet de me faire nommer chef des Araucaniens. Je m'ouvris à ce sujet à plusieurs caciques des environs de l'Impérial, et, après avoir reçu d'eux le meilleur accueil, je pris le titre de roi, par une ordonnance du 17 novembre 1860, qui établissait les bases du gouvernement constitutionnel héréditaire fondé par moi » « Le 17 novembre, je rentrai en Araucanie pour me faire reconnaître publiquement roi, ce qui eut lieu les 25, 26, 27 et 30 décembre dernier. N'étions-nous pas libres, les Araucaniens de me conférer le pouvoir, et moi de l'accepter? ». Trois jours plus tard, le 20 novembre 1860, par une ordonnance il déclare « La Patagonie est réunie dès aujourd'hui à notre royaume d'Araucanie » ,.
Antoine de Tounens est finalement arrêté par les troupes chiliennes le 5 janvier 1862. La cour de justice de Santiago le déclare fou le 2 septembre 1862, et ordonne son internement dans un asile d'aliénés. Grâce à l'intervention du consul général de France, il est libéré et embarque pour la France le 28 octobre 1862. Là, il lance une souscription en faveur de son royaume qui ne rencontre que les moqueries de la presse. Ayant néanmoins tenté à plusieurs reprises de regagner l'Araucanie, il sera expulsé à chaque fois par les autorités chiliennes ou argentines, et mourra à Tourtoirac (Dordogne) en 1878.

## Aujourd'hui
Les Mapuches sont encore majoritaires dans la région, et leur langue, le mapudungun, est à présent enseignée dans les écoles [réf. nécessaire]. Divers journaux et radios utilisent la langue Mapuche. Leur mode de vie a notamment intéressé le peintre Johann Moritz Rugendas.
Les populations mapuches ont bénéficié de redistributions de terres lors de la réforme agraire de Salvador Allende. Celle-ci est toutefois révoquée par la dictature militaire d'Augusto Pinochet, qui promulgue une loi de privatisation des biens publics, vendant à des généraux à la retraite et à des hommes d'affaires les terres mapuches. Ces derniers détiennent aujourd'hui trois millions d’hectares. 
La situation n'est malgré tout pas réglée, car les Mapuches revendiquent des droits sur des terres qui leur appartenaient par le passé et qui sont de nos jours aux mains de grands propriétaires terriens voire de multinationales chargées d'exploiter les ressources forestières. Depuis plusieurs années, des manifestations violentes opposent les Mapuches et les forces de l'ordre.
Un réveil de la culture Mapuche est perceptible dans la région et au niveau du pays, un nouvel attrait pour les autochtones s'est développé, mais les lois devant les protéger ne sont pas encore toutes véritablement adaptées à leur situation.
L'exclusion est encore monnaie courante vis-à-vis des autochtones et l'administration est avant tout dirigée par les descendants des créoles.
Le conflit semble s'intensifier en 2021, alors que des militants mapuches mènent des attaques et des incendies contre de grandes exploitations forestières, conduisant le gouvernement de Sebastián Piñera à décréter un état d'urgence à la mi-octobre et à militariser la région. Les actions des forces de l'ordre ont fait plusieurs morts dans la population civile.

## Géographie
Les parcs nationaux qui jalonnent la région d'Araucanie sont nombreux et majestueux. Mais le plus atypique est certainement celui du volcan Lonquimay. Le 25 décembre 1989, surgit des flancs nord-est du Lonquimay (2 865 m), un cône qui projeta laves et cendres durant près d'une année. La haute teneur en fluor et les propriétés abrasives des cendres qui couvraient toute la région entraînèrent la perte de quelques milliers de têtes de bétail du cheptel local. Le spectacle qui en résulte est extraterrestre. Des cônes noirs dominent des pentes de sable rouge. Des araucarias recommencent à peupler les sommets. L'eau vive coule à nouveau, creusant son chemin dans les conduits souterrains obstrués.
Plus au Sud, Melipeuco, petit centre urbain Mapuche, nous replonge dans les Andes traditionnelles. Les gaúchos chiliens sillonnent la campagne à cheval dirigeant leurs petits troupeaux de vaches et de moutons, mais avec téléphone portable et Internet.

## Subdivisions administratives
| \| Province \| Capitale \| Commune \| Chef-lieu si ≠ de la commune \| Population (2012)[25] \| Superficie \| \| -------- \| -------- \| ------------------ \| ---------------------------- \| --------------------- \| ---------- \| \| Cautín \| Temuco \| 1 Carahue \| \| 10 678 \| 1 341 \| \| Cautín \| Temuco \| 2 Cholchol \| \| 10 678 \| 428 \| \| Cautín \| Temuco \| 3 Cunco \| \| 16 361 \| 1 907 \| \| Cautín \| Temuco \| 4 Curarrehue \| \| 703 \| 1 171 \| \| Cautín \| Temuco \| 5 Freire \| \| 22 148 \| 935 \| \| Cautín \| Temuco \| 6 Galvarino \| \| 12 920 \| 569 \| \| Cautín \| Temuco \| 7 Gorbea \| \| 14 259 \| 695 \| \| Cautín \| Temuco \| 8 Lautaro \| \| 35 300 \| 901 \| \| Cautín \| Temuco \| 9 Loncoche \| \| 22 388 \| 977 \| \| Cautín \| Temuco \| 10 Melipeuco \| \| 5 782 \| 1 107 \| \| Cautín \| Temuco \| 11 Nueva Imperial \| \| 31 156 \| 736 \| \| Cautín \| Temuco \| 12 Padre Las Casas \| \| 75 255 \| 465 \| \| Cautín \| Temuco \| 13 Perquenco \| \| 7 081 \| 331 \| \| Cautín \| Temuco \| 14 Pitrufquén \| \| 15 001 \| 581 \| \| Cautín \| Temuco \| 15 Pucón \| \| 22 168 \| 1 249 \| \| Cautín \| Temuco \| 16 Saavedra \| Puerto Saavedra \| 11 384 \| 401 \| \| Cautín \| Temuco \| 17 Temuco \| \| 269 992 \| 113 \| \| Cautín \| Temuco \| 18 Teodoro Schmidt \| \| 40 881 \| 1 313 \| \| Cautín \| Temuco \| 19 Toltén \| \| 10 741 \| 460 \| \| Cautín \| Temuco \| 20 Vilcún \| \| 25 766 \| 1 421 \| \| Cautín \| Temuco \| 21 Villarrica \| \| 51 511 \| 1 291 \| \| Malleco \| Angol \| 22 Angol \| \| 50 821 \| 1 194 \| \| Malleco \| Angol \| 23 Collipulli \| \| 23 336 \| 1 296 \| \| Malleco \| Angol \| 24 Curacautín \| \| 16 508 \| 1 664 \| \| Malleco \| Angol \| 25 Ercilla \| \| 8 490 \| 500 \| \| Malleco \| Angol \| 26 Lonquimay \| \| 10 438 \| 3 914 \| \| Malleco \| Angol \| 27 Los Sauces \| \| 7 169 \| 850 \| \| Malleco \| Angol \| 28 Lumaco \| \| 9 650 \| 119 \| \| Malleco \| Angol \| 29 Purén \| \| 12 016 \| 465 \| \| Malleco \| Angol \| 30 Renaico \| \| 10 403 \| 267 \| \| Malleco \| Angol \| 31 Traiguén \| \| 17 171 \| 908 \| \| Malleco \| Angol \| 32 Victoria \| \| 32 890 \| 1 256 \| |          |                    |                              |                   |            |
| Province | Capitale | Commune            | Chef-lieu si ≠ de la commune | Population (2012) | Superficie |
| Cautín | Temuco   | 1 Carahue          |                              | 10 678            | 1 341      |
| Cautín | Temuco   | 2 Cholchol         |                              | 10 678            | 428        |
| Cautín | Temuco   | 3 Cunco            |                              | 16 361            | 1 907      |
| Cautín | Temuco   | 4 Curarrehue       |                              | 703               | 1 171      |
| Cautín | Temuco   | 5 Freire           |                              | 22 148            | 935        |
| Cautín | Temuco   | 6 Galvarino        |                              | 12 920            | 569        |
| Cautín | Temuco   | 7 Gorbea           |                              | 14 259            | 695        |
| Cautín | Temuco   | 8 Lautaro          |                              | 35 300            | 901        |
| Cautín | Temuco   | 9 Loncoche         |                              | 22 388            | 977        |
| Cautín | Temuco   | 10 Melipeuco       |                              | 5 782             | 1 107      |
| Cautín | Temuco   | 11 Nueva Imperial  |                              | 31 156            | 736        |
| Cautín | Temuco   | 12 Padre Las Casas |                              | 75 255            | 465        |
| Cautín | Temuco   | 13 Perquenco       |                              | 7 081             | 331        |
| Cautín | Temuco   | 14 Pitrufquén      |                              | 15 001            | 581        |
| Cautín | Temuco   | 15 Pucón           |                              | 22 168            | 1 249      |
| Cautín | Temuco   | 16 Saavedra        | Puerto Saavedra              | 11 384            | 401        |
| Cautín | Temuco   | 17 Temuco          |                              | 269 992           | 113        |
| Cautín | Temuco   | 18 Teodoro Schmidt |                              | 40 881            | 1 313      |
| Cautín | Temuco   | 19 Toltén          |                              | 10 741            | 460        |
| Cautín | Temuco   | 20 Vilcún          |                              | 25 766            | 1 421      |
| Cautín | Temuco   | 21 Villarrica      |                              | 51 511            | 1 291      |
| Malleco | Angol    | 22 Angol           |                              | 50 821            | 1 194      |
| Malleco | Angol    | 23 Collipulli      |                              | 23 336            | 1 296      |
| Malleco | Angol    | 24 Curacautín      |                              | 16 508            | 1 664      |
| Malleco | Angol    | 25 Ercilla         |                              | 8 490             | 500        |
| Malleco | Angol    | 26 Lonquimay       |                              | 10 438            | 3 914      |
| Malleco | Angol    | 27 Los Sauces      |                              | 7 169             | 850        |
| Malleco | Angol    | 28 Lumaco          |                              | 9 650             | 119        |
| Malleco | Angol    | 29 Purén           |                              | 12 016            | 465        |
| Malleco | Angol    | 30 Renaico         |                              | 10 403            | 267        |
| Malleco | Angol    | 31 Traiguén        |                              | 17 171            | 908        |
| Malleco | Angol    | 32 Victoria        |                              | 32 890            | 1 256      |

## Économie
La région tire des revenus de l'agriculture (blé, avoine, production de fruits), mais principalement du tourisme (lacs et soleil en été, ski en hiver).
Région pauvre à la fin des années 1970, elle est devenue beaucoup plus prospère ce qui a permis d'améliorer les infrastructures publiques. La nouvelle autoroute Santiago - Puerto Montt a rapproché la région du principal aéroport du pays (par où sont exportés les fruits) et les ports de Valdivia et Puerto Montt.

## Attraits
La région dispose de plusieurs centres touristiques importants dont celui du volcan Villarrica et Pucón, particulièrement apprécié par les touristes étrangers et la jeunesse dorée de Santiago.

## Référence littéraire

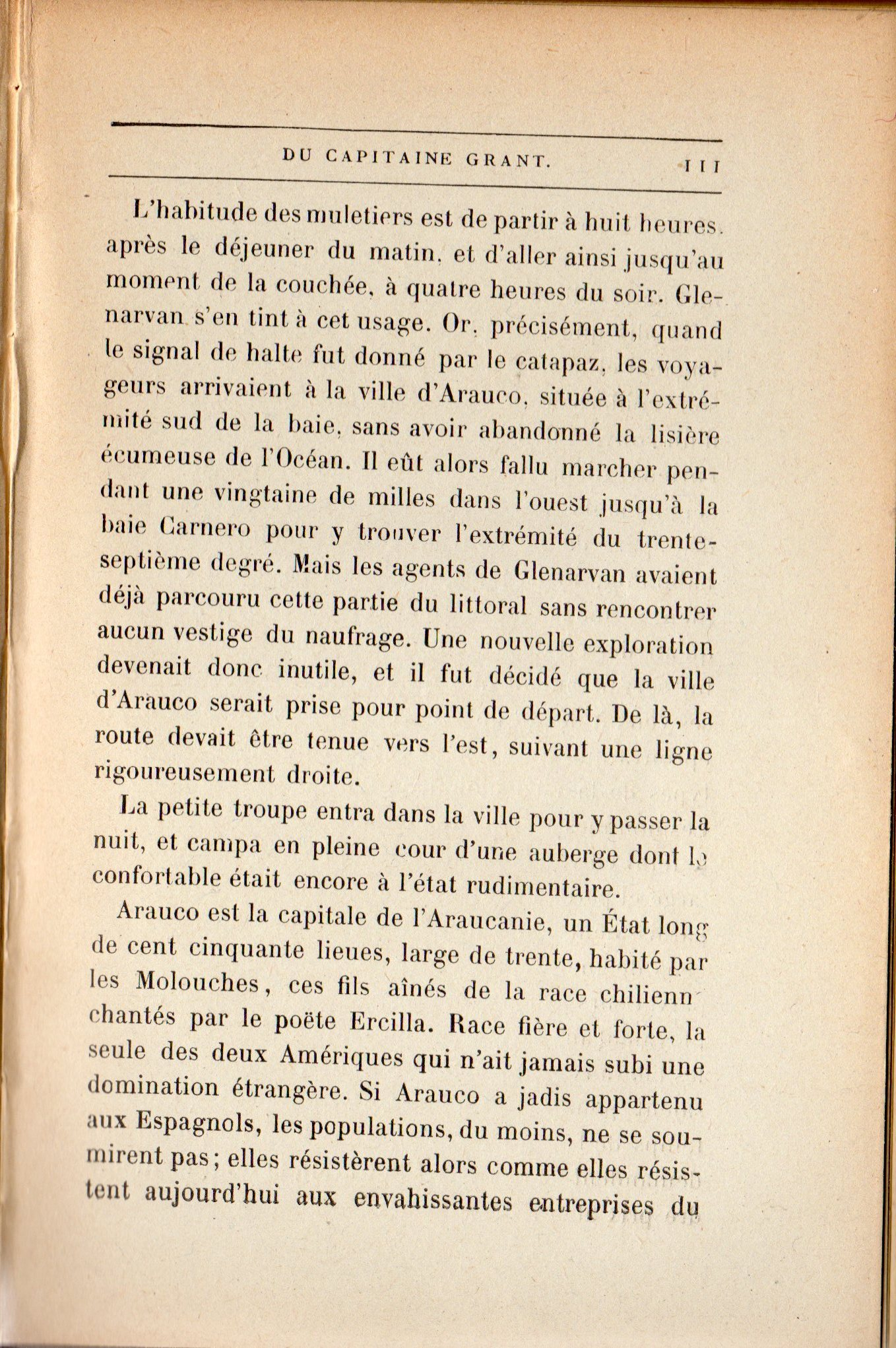
Page 111 du tome 1 des "Enfants du capitaine Grant", décrivant la région de l'Araucanie.

La région est décrite par Jules Verne dans Les Enfants du capitaine Grant : «Arauco est la capitale de l'Araucanie, un État long de cent cinquante lieues, large de trente, habité par les Molouches, ces fils aînés de la race chilienne chantés par le poëte Ercilla. Race fière et forte, la seule des deux Amériques qui n'ait jamais subi une domination étrangère... » (tome 1 des Enfants du capitaine Grant, chapitre XI : Traversée du Chili, page 111 dans une édition de 1924 mise en référence en image ci-contre)